# Retenció urinària
La retenció urinària és la impossibilitat de buidar completament la bufeta. L'aparició pot ser sobtada o gradual. Quan apareixen sobtadament, els símptomes inclouen la incapacitat d'orinar i dolor abdominal baix. Quan apareix de forma gradual, els símptomes poden incloure la pèrdua del control de la bufeta, dolor abdominal baix lleu i un flux d'orina feble. Les persones amb problemes a llarg termini corren el risc d'infeccions urinàries.
Les causes inclouen el bloqueig de la uretra, problemes nerviosos, certs medicaments i músculs de la bufeta febles. El bloqueig pot ser causat per hiperplàsia benigna de pròstata (HBP), estenosis uretrals, càlculs de la bufeta, un cistocele, restrenyiment o tumors. Els problemes nerviosos poden produir-se per diabetis, traumes, problemes de medul·la espinal, ictus o intoxicació per metalls pesants. Els medicaments que poden causar problemes inclouen anticolinèrgics, antihistamínics, antidepressius tricíclics, descongestius, ciclobenzaprina, diazepam, AINE, amfetamines i opioides. El diagnòstic es basa normalment en mesurar la quantitat d'orina a la bufeta després d'orinar.
El tractament es fa normalment amb un catèter a través de la uretra o per la part inferior de l'abdomen. Altres tractaments poden incloure medicaments per disminuir la mida de la pròstata, dilatació uretral, stent uretral o cirurgia. Els homes són més sovint afectats que les dones. En homes de més de 40 anys, aproximadament un 6 per 1.000 es veuen afectats a l'any. Entre els homes de més de 80 anys, això augmenta un 30%.